# Квітень 2023
Квітень 2023 — четвертий місяць 2023 року, що розпочався у суботу 1 квітня та закінчується у неділю 30 квітня.

## Свята та пам'ятні дні
- 6 квітня — Песах, головне юдейське свято.
- 7 квітня, п'ятниця — Благовіщення Пресвятої Богородиці (за юліанським календарем), двонадесяте неперехідне релігійне свято.
- 9 квітня, неділя — Вхід Господній в Єрусалим (Вербна неділя) у християн східного обряду, двонадесяте перехідне релігійне свято. Великдень у християн західного обряду
- 16 квітня, неділя — Великдень у християн східного обряду.
- 18 квітня — День Катастрофи і героїзму європейського єврейства, відомий як Йом га-Шоа[1].
- 21 квітня — закінчення Рамадану — священного місяця у мусульман, Свято розговіння, Ід-аль-Фітр або Ураза-байрам

## Події
- 2 квітня
  - На парламентських виборах в Андоррі[en] ліберальна коаліція на чолі з прем'єр-міністром Хав'єром Саморою отримує абсолютну більшість місць у Генеральній раді[2]
  - На президентських виборах в Чорногорії переміг Яков Мілатович
- 4 квітня
  - Фінляндія увійшла до складу НАТО, ставши 31-м членом блоку
- 11 квітня
  - Під час громадянської війни в М'янмі, авіація військової хунти вбила щонайменше 130 мирних жителів у селі Пазігі[3]
- 13 квітня
  - Гана стала першою країною, що схвалила вакцину проти малярії[en] — R21/Matrix-M[4]
- 14 квітня
  - Європейське космічне агентство запустило місію JUICE з вивчення супутників Юпітера[5]
- 15 квітня
  - У Судані почалися збройні сутички між Збройними силами Судану і воєнізованою організацією «Сили швидкого реагування»; є загиблі[6]
- 19 квітня
  - За повідомленням Bloomberg, населення Індії випередило за чисельністю населення Китаю, і становить наразі 1,4286 млрд жителів[7]
- 20 квітня
  - Відбувся перший випробувальний запуск SpaceX Starship, найпотужнішої ракети на сьогодні; ракета вийшла з ладу і вибухнула на четвертій хвилині польоту[8]
  - Гібридне (повне / кільцеподібне) сонячне затемнення 129 сароса, яке найкраще буде видно в східній частині Індійського океану, Австралії, Східному Тиморі, Індонезії та західній частині Тихого океану.
- 29 квітня
  - Як повідомив президент Ердоган, 29 квітня Організація національної розвідки Туреччини (MIT) в рамках спецоперації в Сирії, на підконтрольній території організації Тахрір аш-Шам, ліквідувала лідера «Ісламської Держави» Абу Хусейна аль-Кураші. Він був четвертим підряд ліквідованим керівником терористичної організації з початку активної діяльності 2014 року[9][10]